# Pedicularis hintonii
Pedicularis hintonii là loài thực vật có hoa thuộc họ Cỏ chổi. Loài này được McVaugh & Mellich. mô tả khoa học đầu tiên.